# 童振刚
童振刚（1959年—），中国当代艺术家，生于新疆克拉玛依市，祖籍吉林市。主要从事绘画、雕塑、装置艺术及数字艺术创作。

## 生平
童振刚1959年出生于新疆克拉玛依市，早年曾在油田工作。1980年代起，他师从著名书法家萧娴、林散之学习书法和篆刻。 1986年至1989年，他先后在解放军艺术学院和中央美术学院进修，主攻水墨人物创作及西方现当代美术理论的学习和研究。
1995年，童振刚在北京中国美术馆举办首次个人画展“花底风光——童振刚人物画阶段展”，随后多次在中国、日本、欧洲等地举办个展及参与群展。他的艺术创作形式多元，涵盖水墨画、版画、油画、雕塑和装置等媒介。  
1992年，童振刚受聘于北京语言学院，参与组建北京语言学院艺术系（现：北京语言学院艺术学院），为外国留学生提供了以篆刻为代表的中国传统书画技法和当代艺术方向的课程。 1996年，受邀以客座讲师的身份前往葡萄牙、西班牙、法国讲学。2006年，受聘为荣宝斋画院客座教授，学术方向为水墨技巧的当代表现技巧。

## 艺术风格
受启蒙期大量中国传统文人画训练影响，童振刚的当代艺术创作中使用了大量传统中国书画技巧（水墨、篆刻）。他的创作大多涉及社会生活、都市文化与精神哲学的探讨，早期创作的标志性女性人物形象有强烈的个人风格，后期则开始了更多抽象主题的创作。
艺术评论家杨卫曾评价童振刚的作品为“具有深厚传统基础与现代艺术观念的结合”，体现了鲜明的个人风格与社会关怀。
他的代表作品包括《心经》系列、《不合作状态》系列、《纸上江山》系列、《幸福指数》系列等。

## 展览记录（部分）
个展
- 1995年：“花底风光——童振刚人物画阶段展”，中国美术馆，北京[12]
- 2014年：“心经·肉跳：童振刚作品巡回展”，龙美术馆（上海）、今日美术馆（北京）、大连现代博物馆[13]
- 2017年：“西北以西：童振刚水墨艺术展”，南京老门东海棠艺术馆[14]
- 2024年：“辽阔而孤独的航程”童振刚个展，大连美术馆[15]

群展
- 1994年：“中国水墨画展”，斯图加特市政厅，德国
- 2004年：“第四届深圳国际水墨画双年展”，何香凝美术馆，深圳
- 2010年：“承上启下——21世纪中国水墨艺术展”，迈阿密艺术博览会，美国
- 2012年：“中国－意大利双年展”，米兰美术馆，意大利
- 2013年：“视觉中国——中国水墨艺术展”，爱丁堡皇家美术馆，英国

## 作品收藏
童振刚的作品被中国美术馆、今日美术馆等机构收藏。